# Backhousia hughesii
Backhousia hughesii är en myrtenväxtart som beskrevs av Cyril Tenison White. Backhousia hughesii ingår i släktet Backhousia och familjen myrtenväxter. Inga underarter finns listade i Catalogue of Life.